# El Cristo
El Cristo è un comune (corregimiento) della Repubblica di Panama situato nel distretto di Aguadulce, provincia di Coclé. Si estende su una superficie di 113 km² e conta una popolazione di 4.017 abitanti (censimento 2010).